# Ajn Wisara
Ajn Wisara (arab. عين وسارة, fr. Aïn Oussera) – miasto w Algierii, w Dżilfa. W 2010 liczyło 148 678 mieszkańców.